# 조우진 (1987년)
조우진(1987년 7월 7일 ~ ) 은 대한민국의 축구 선수이다.

## 선수 경력
2006년 일본 J리그의 산프레체 히로시마와 계약을 맺으며 프로 커리어를 시작했다. 2006년에는 천황배 전일본 축구 선수권 대회 1경기를 출전했다. 하지만, 2007년에는 출장 기회가 없었고, 팀이 J2리그로 강등되자 자유계약 상태가 되었다.
2008년 내셔널리그의 울산 현대미포조선 돌고래에 입단했다. 2008년 8월 30일 부산교통공사와의 경기에서 도움을 기록하며 성인 무대 첫 공격포인트를 기록했다.
2010년을 앞두고 목포시청에 입단했다. 2010년 4월 24일열린 용인시청과의 내셔널리그경기에서 득점을 기록하며 성인 무대 첫 득점을 기록했다. 목포시청에서 21경기에 출전해서 2골 5도움을 기록했다.
2011 K리그 드래프트에서 신생팀인 광주 FC의 창단팀 우선지명을 받았다. 2012년 4월 15일 전남 드래곤즈와의 K리그 경기에서 후반 31분 프로 데뷔골을 기록했다.
2013시즌을 앞두고 대구 FC에 입단했다.